# 하인리히 에른스트 괴링

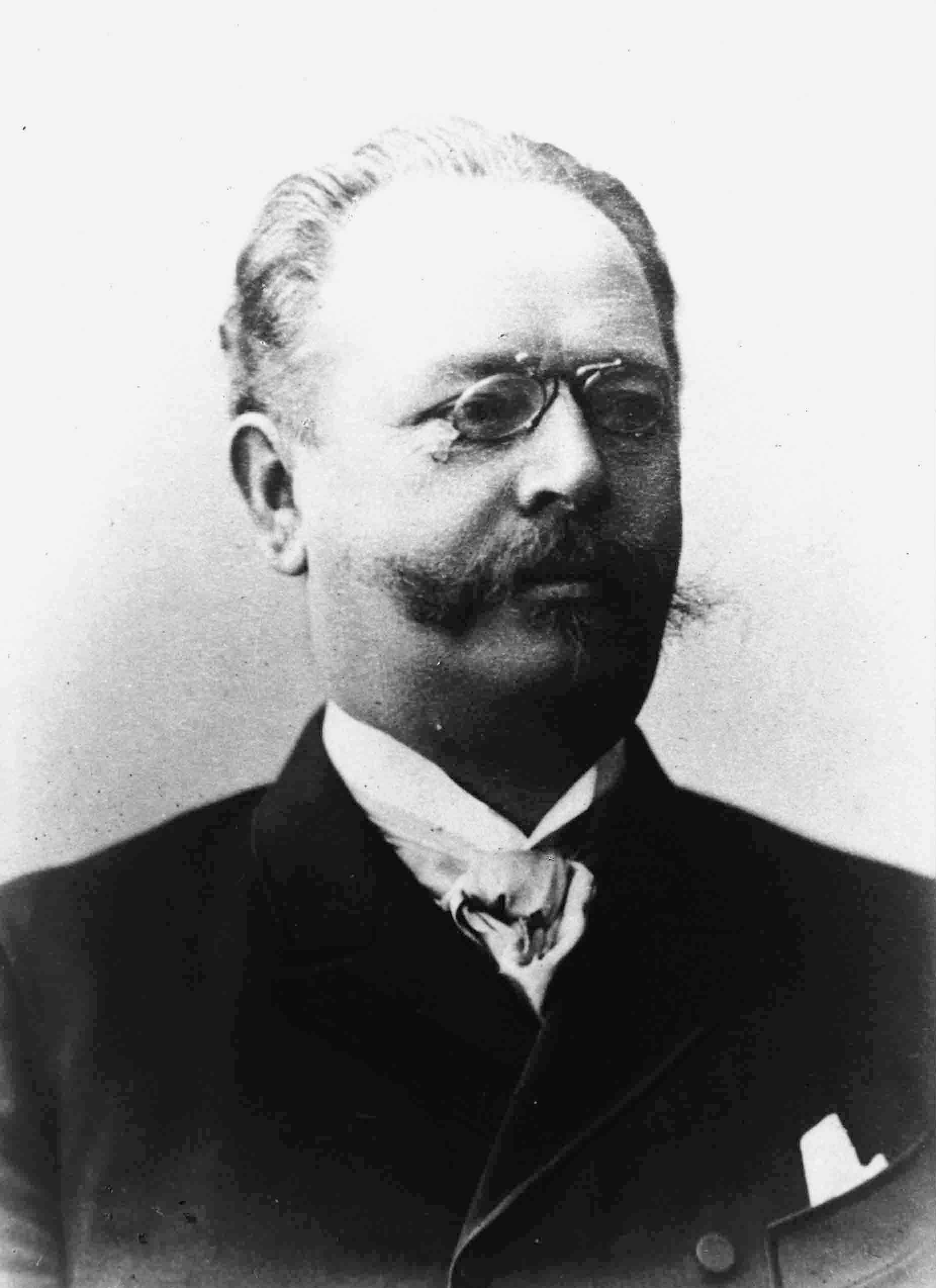
하인리히 에른스트 괴링

하인리히 에른스트 괴링(독일어: Heinrich Ernst Göring, 1839년 10월 31일, 노르트라인베스트팔렌주 에미리히암라인 ~ 1913년 12월 7일)은 독일의 법률가이자 외교관이며, 독일령 남서아프리카의 식민 통치자였다. 헤르만 괴링과 알베르트 괴링의 아버지이기도 하다.

## 약력
처음에는 지방법원에서 판사로 일하다 네덜란드어에 능통하여 1885년 독일 최초의 독일령 남서아프리카 황실장으로 임명되었는데, 오토 폰 비스마르크가 강제로 국가 재정 지원을 하도록 강요당한 후였다. 괴링의 첫 번째 조치는 이로의 지도자인 마하레로와 보호 조약을 체결하는 것이었다. 보호 조약은 괴링이 도움을 줄 수 있는 위치에 있지 않았기 때문에 서면으로 작성된 문서로는 가치가 없었다. 나마 일가의 반복적이고 성공적인 무력 공격은 그 점을 입증했다. 이 조약은 몇 년 후에 마흐레로도 괴링을 추방함으로써 깨졌다.
그의 행동은 독일인에게 매우 큰 타격을 줬고, 무엇보다도 괴링 가에서는 최악의 기운을 줬다. 그러나 골드러시는 가짜였고, 사기꾼의 신원은 여전히 미스터리로 남아있다. 괴링은 보호소에 투자를 유치하기 위해 최후의 노력을 하고, 필사적인 시도를 함으로써 그의 실패한 임무를 구할 것이라는 의심이 들었다. 예상되는 막대한 금 매장량은 독일 이주민들과 투자자들의 골드러시를 서아프리카로 몰아 넣기 시작했고, 이들의 행동은 이레로를 더욱 멀어지게 만들었다. 이것은 결국 이레로와 헤레로·나마 집단학살로 이어졌다. 이로의 두개골은 결국 카이저 빌헬름 인류학, 인간 유전학, 그리고 우생학 연구소에 의해 사용되었고 우생학 정책을 추구했다.

### 참고 문헌
- Olusoga, David; Erichsen, Casper W (2011) [2010], 《The Kaiser's Holocaust: Germany's Forgotten Genocide》, London: Faber and Faber, ISBN 978-0-571-23142-3